# Liste der Kulturdenkmale in Alleshausen
In der Liste der Kulturdenkmale in Alleshausen sind alle Bau- und Kunstdenkmale der Gemeinde Alleshausen und ihrer Teilorte verzeichnet. Sie leitet sich aus der Liste des Landesamts für Denkmalpflege Baden-Württemberg, dem „Verzeichnis der unbeweglichen Bau- und Kunstdenkmale und der zu prüfenden Objekte“ ab. Diese Liste wurde im Mai 2000 erstellt. Die Teilliste für den Landkreis Biberach hat den Stand vom 30. März 2009 und verzeichnet sieben unbewegliche Bau- und Kunstdenkmäler.

## Allgemein
- Bild: Zeigt ein ausgewähltes Bild aus Commons, „Weitere Bilder“ verweist auf die Bilder im Medienarchiv Wikimedia Commons.
- Bezeichnung: Nennt den Namen, die Bezeichnung oder die Art des Kulturdenkmals.
- Lage: Straßenname und Hausnummer oder Flurstücknummer des Kulturdenkmals, gegebenenfalls auch den Ortsteil. Die Grundsortierung der Liste erfolgt nach dieser Adresse. Der Link (Karte) führt zu verschiedenen Kartendiensten mit der Position des Kulturdenkmals. Fehlt dieser Link, wurden die Koordinaten noch nicht eingetragen. Sind diese bekannt, können sie über ein Tool mit einer Kartenansicht einfach nachgetragen werden. In dieser Kartenansicht sind Kulturdenkmale ohne Koordinaten mit einem roten bzw. orangen Marker dargestellt und können durch Verschieben auf die richtige Position in der Karte mit Koordinaten versehen werden. Kulturdenkmale ohne Bild sind an einem blauen bzw. roten Marker erkennbar.
- Datierung: Baubeginn, Fertigstellung, Datum der Erstnennung oder grobe zeitliche Einordnung entsprechend des Eintrags in der zuständigen Denkmaldatenbank (Landesamt für Denkmalpflege Baden-Württemberg).
- Beschreibung: Kurzcharakteristik des Kulturdenkmals.

## Alleshausen
Alleshausen ist eine kleine Gemeinde und liegt geographisch zwischen Federsee und Bussen im Landkreis Biberach in Oberschwaben.

| Bild | Bezeichnung        | Lage                   | Datierung        | Beschreibung | ID |
| ---- | ------------------ | ---------------------- | ---------------- | --- | -- |
|      | Gehöft             | Hauptstraße 22 (Karte) | 18. und 19. Jh.  | Ehemaliger Kameralhof St. Blasius des Klosters Marchtal bestehend aus Fruchtkasten, Zehntscheuer, Wohn- und Wirtschaftsgebäude, Ziegelscheune, Brauhaus, Branntweinbrennerei, Stallungen und Eiskeller Geschützt nach § 2 DSchG | BW |
|      | Kirche St. Blasius | Kirchstraße 7 (Karte)  | 1486             | Saalbau 1486 geweiht, Nordwestturm von 1494, Dachstuhl 1748, im 18. Jh. umgestaltet Geschützt nach § 28 DSchG |    |
|      | Fassadennische     | Seestraße 4 (Karte)    | vermutl. 19. Jh. | In der Nische ein Geißelheiland nach dem Vorbild des „Wiesheilands“ oder des „Lieben Herrgöttle von Bihlafingen“ Geschützt nach § 2 DSchG                                                                                       | BW |

### Außerhalb der Ortslage
| Bild | Bezeichnung | Lage                               | Datierung             | Beschreibung                                                          | ID |
| ---- | ----------- | ---------------------------------- | --------------------- | --------------------------------------------------------------------- | -- |
|      | Bildstock   | Gewann Gerstengreut (Flstnr. 1321) | zweite Hälfte 19. Jh. | Mauerpfeiler aus Ziegel, Satteldach, Pietà, Geschützt nach § 2 DSchG  |    |
|      | Wegkreuz    | Gewann Grund (Flstnr. 2324)        | 1879                  | Steinsockel 1879, gusseisernes Kreuz, Corpus Geschützt nach § 2 DSchG |    |
|      | Bildstock   | Gewann Stockwiesen (Flstnr. 310)   | Ende 19. Jh.          | Mauerpfeiler, Rundbogennische, Walmdach Geschützt nach § 2 DSchG      |    |

### OrtsteilBrasenberg
| Bild | Bezeichnung | Lage                 | Datierung | Beschreibung | ID |
| ---- | ----------- | -------------------- | --------- | --- | -- |
|      | Kapelle     | Brasenberg 5 (Karte) | 1806      | Kapelle St. Wendelinus, Rechteckbau verputzt, dreiseitiger Chorabschluss, erneuert 1997 Geschützt nach § 2 DSchG | BW |